# Ljovicha
Ljovicha (Russisch: Лёвиха) of Levicha is een nederzetting met stedelijk karakter in het stedelijk district Kirovgrad van de Russische oblast Sverdlovsk, in de Noordelijke Oeral. De plaats ligt op 40 kilometer ten zuiden van de stad Nizjni Tagil en telde 3.510 inwoners in 2002 tegen 4.349 in 1989.
In 2003 werd de plaats aangesloten op het gasnet.
Bij de plaats werd begin 21e eeuw een massagraf met jonge vrouwen aangetroffen.

## Mijnbouw
Er werd in de Sovjettijd kopermijnbouw bedreven voor de kopersmelter van Kirovgrad. Daarvoor kreeg de plaats in 1927 een station aan een smalspoorlijn. In 1941 waren er vijf kopermijnen rond de plaats actief. Er werd ook een concentrator gebouwd, maar deze heeft slechts een korte periode gedraaid alvorens weer te worden gesloten. In 2003, toen de mijnen reeds waren gesloten, werd het station van de plaats afgebroken en de spoorlijn vervangen door een weg.
De mijnbouw heeft geleid tot ernstige milieuvervuiling die jaren na de sluiting van de mijnen nog zichtbaar is.

Milieuvervuiling door mijnbouw
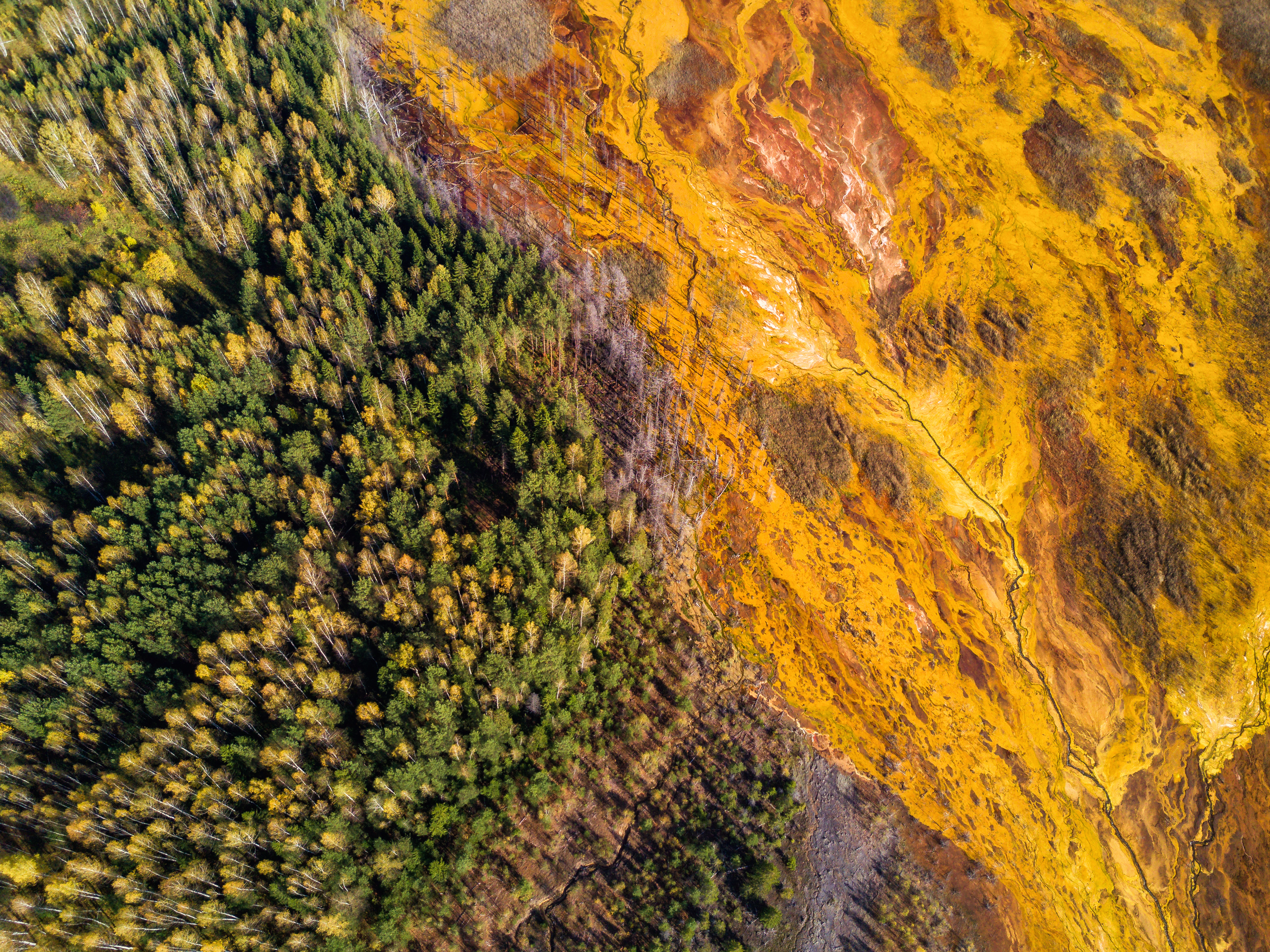
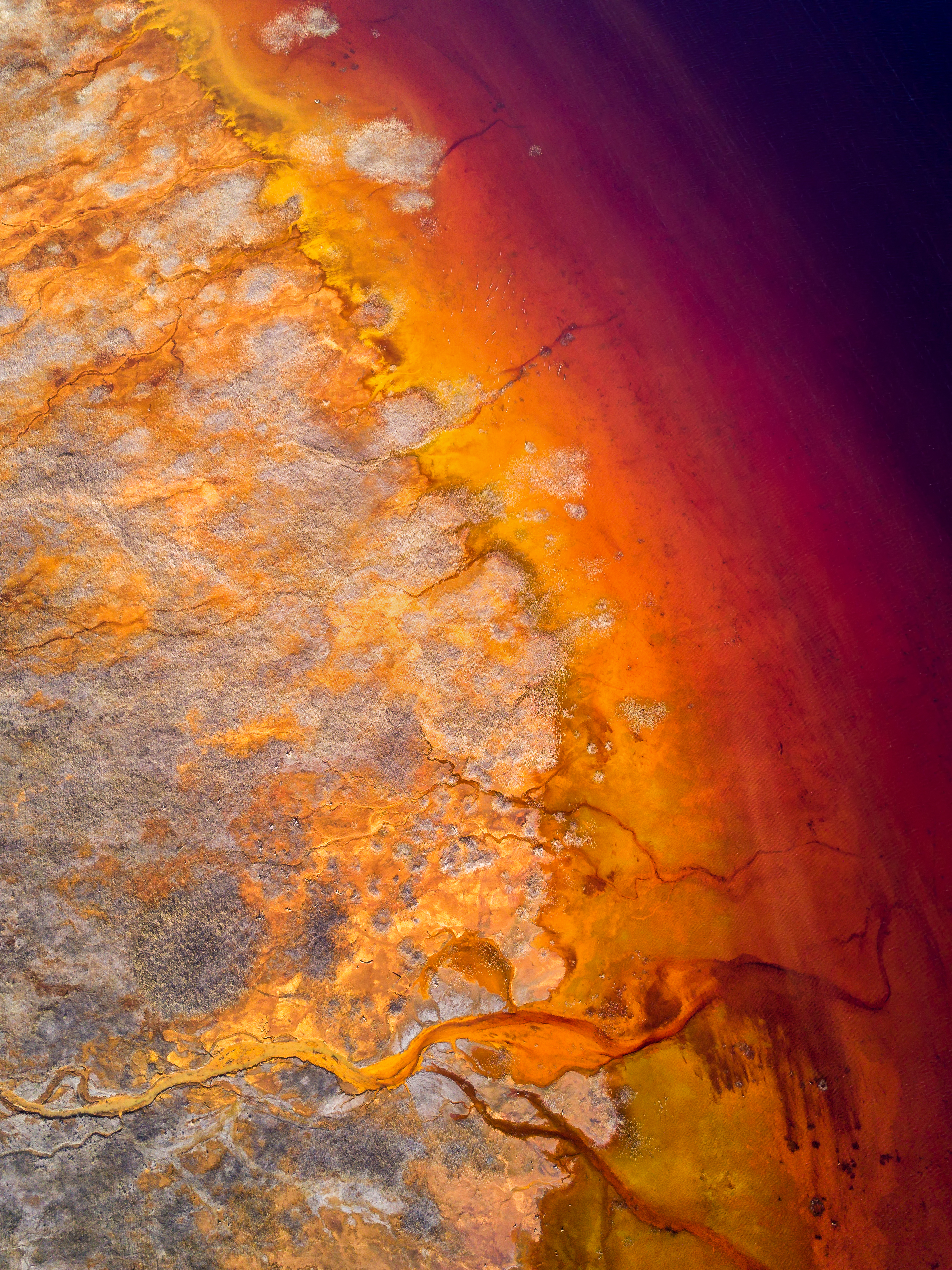